# Protram 204WrAs
Protram 204WrAs je čtyřnápravová tramvaj, která byla v letech 2004–2008 vyráběna polskou firmou Protram ve Vratislavi pro místní tramvajovou síť. Celkem bylo vyrobeno 12 těchto vozů.
Typové označení 204WrAs odkazuje na fakt, že tramvaj je určena pro Vratislav (Wr = Wrocław) a že je pohaněna asynchronními motory (As = Asynchroniczny).

## Konstrukce
Protram 204WrAs je jednosměrný čtyřnápravový motorový tramvajový vůz. Je odvozen z modelů 105Na a 105NWr. Podlaha vozu se nachází výšce 900 mm nad temenem kolejnice. Tramvaj je vybavena elektrickou výzbrojí s tranzistorovou regulací. Asynchronní trakční motory se nacházejí v podvozcích (v každém dva). Motory jsou napájeny ze střídače. Vozy jsou vybaveny vícečlenným řízením, je tak možné spřahovat tramvaje 204WrAs do dvouvozových vlaků a ovládat je pouze z předního vozu. Proud je z trolejového vedení odebírán polopantografem. Řidičova kabina je uzavřená, vybavena ručním řadičem a oddělená od salónu pro cestující. V něm jsou plastové sedačky s textilním potahem rozmístěny v uspořádání 1+1.

## Dodávky
| Současný stát | Město     | Článek | Typ     | Roky dodávek | Počet vozů | Evidenční čísla při dodání | Poznámky | Zdroj |
| ------------- | --------- | ------ | ------- | ------------ | ---------- | -------------------------- | -------- | ----- |
| Polsko        | Vratislav | článek | 204WrAS | 2004–2008    | 12         | 2601–2612                  |          |       |